# Schleusingen
Schleusingen là một thị xã thuộc huyện Hildburghausen, ở bang Thüringen, Đức. Đô thị này có diện tích 36,82 km², dân số thời điểm ngày 31 tháng 12 năm 2006 là 5726 người. Đô thị này tọa lạc 10 km về phía bắc của Hildburghausen, và 12 km về phía đông nam của Suhl.